# Чайковский (роман)
«Чайковский» (укр. «Чайкiвський») — роман Евгения Павловича Гребенки, повествующий о старой Малороссии (ныне Украины) времен гетманщины, изображающий суровую жизнь казачьего «лыцарства» Запорожской Сечи.

## Сюжет
Роман начинается с рассказа о славном городе Пирятин. После автор начинает быль, которая случилась в Пирятине - "не то двести, не то триста лет назад". У Лубенского полковника Ивана была дочь Марина. Иван полюблял Пирятин и на лето уехал туда вместе со своею дочкой. Иван вдовец. Его жена умерла не то от тоски, не то от болезни. Иван был человек строгий и не подпускал жену близко к себе, хотя и любил её. Она же от скуки, тоски заболела и умерла. Умирая, попросила полковника не относиться к Марине, так, как к ней.
У полковника было два приближенных товарища Герцик и Гадюка. Герцика поймали и привели к полковнику. Думая, что он еврей, его хотели убить, но он божился, что он немец. В итоге, проверили его, как мастера по починке часов и он доказал свою "немецкую кровь". Так и остался он прислуживать полковнику Ивану. Другой служащий звался Гадюкой: "вечно без шапки, босой, нечесаный, с немытыми руками, с нечеловечьими ногтями на руках".
Помер в Пирятине отец Иаков. Вызвали на смену ему сына его Алексея Поповича. Полюбили Марина и Алексей друг друга. Их отношения закончилась на том, что полковник Иван увидел Марину и Алексея в саду.
Алексей сбежал, потому что полковник бы не отдал Марину за него, ибо не под стать бедному Алексею дочка полковника. Познакомился Алексей с запорожским характерником Никитой Прихвостень. И отправились они на Сечь. По дороге они заехали в шинок Варки. Там в Алексея влюбилась Татьяна - племянница Варки.
Попав на Сечь, Алексея выбрали военным писарем. Оказалась, что он ходит в хороших знакомых с кошевым Зборовским. Рассказал Алексей кошевому про историю с Мариной. Позже прискакал к кошевому посланец Герцик с просьбой полковника лубенского Ивана о помощи, ибо узнали они, что татары готовятся напасть на них.
Тем временем к Касьяну - восьмидесятилетнему казаку, который живёт в зимовнике, пристал молодой паренек Алексей-попович из Пирятина. Просился, чтобы Касьян довез его до Сечи. Старик согласился.
Параллельно казаки пошли в поход и застал их шторм. Приказал кошевой узнать кто самый грешный среди них и броситься в воду. Из всех казаков выступил исповедаться в своих грехах и утопиться Алексей. Вот он начал свою речь, потом молится и шторм утих. С тех пор сложили балладу об Алексее Поповиче:
"На Чорному морі, на білому камні,
Ясненький сокіл жалібно квилить, проквиляє..."
Никита встретил по дороге Герцика и Алексея и рассказал им комедию, которая с ним приключилась. Он познакомился с новеньким Алексеем Поповичем, который из Пирятина.
Алексей попрощался с Герциком и нашёл в своём шатре своего загадочного земляка. Им оказался не кто иной, как Марина. Но казаки узнали, что в шатре казацкого писаря женщина (женщина не могла находится на территории Сечи). Их за нарушения законов осудили на смертную казнь. Никита нашёл выход, как спасти Алексея. Он спасётся, если какая-либо женщина захочет с ним пойти под венец. И когда все пришли следующего дня на казнь Алексея и Марины. Татьяна (которую привёл Никита) предложила Алексею пойти с нею под венец. Он отказался. Кошевой сказал, что ошибка в том, что они не выбрали до сих пор имени Алексею и нарекли его Чайковским (из-за чаек, которых он спас во время шторма на Чёрном море). Позже кошевой обратился к казакам и подал ситуацию, будто Марина обратилась к товариству просить благословения. Алексея Чайковского с Мариной поженили и отправили в зимовник. По-дороге к Касьяну молодые увидели Никиту, хоронящего Татьяну (она наложила на себя руки), он передал Алексею монету, которую пред смертью просила передать умершая. Монету забрала Марина, потому что Алексей не захотел её брать.
Тем временем в Лубнах полковнику Ивану Гадюка рассказывает сказкe о еврейке Рохли у которой забрали детей во время налёта на их село, а она сама выжила. Её объявили предательницей и ходит она по миру, скитается.
Касьян поехал к полковнику Ивану сообщить о женитьбе дочери и чтобы тот приехал на зимовник. Старый казак увидел татар и сообщил полковнику об этом. Из-за этого проснулся он утром запертый. Полковника ранили в бою и он умер, завещав своё имущество Герцику.
Герцик после смерти полковника в скором времени приехал на зимовник. Договорился с Алексеем пойти на охоту. Там Герцик указал ему на журавля, а сам хотел взять песка в руку и его укусила  змея.
Вернулись Герцик и Алексей на зимовник, послал Касьян казачка за знахарем. К несчастью Герцика, знахаря дома не оказалось. Зато казачок встретил цыганку, старую, страшную. Та вызвалась помочь. В итоге сказала, что если яд змеи, у которой отобрали детей, то его не спасти. Приложила к ране корень и Герцик начал умирать. Цыганку прогнали, а она осталась стоять возле окна. Герцик перед смертью начал исповедоваться, что любит он Марину, и что полковнику он рассказал о их встречи в саду и казакам на Сечи тоже Марину с Алексеем раскрыл, полковника татарам продал, и, когда полковник умер, он Гершка (еврея) посадил под кровать и тот от имени полковника говорил и завещание подтвердил, а то завещание сам Герцик и написал.
Хуже Герцику стало, он попросил воды и Марина ему подала. Когда та наклонилась, он увидел у неё монету Татьяны. Сказал, что то, монета его сестры. Тут цыганка (стоявшая за окном) признала монету и Герцика. Отравила она собственного сына и узнала, что дочь её Татьяна мертва. А сама она оказалось Рохлей из сказки Гадюки.
Далее в доме Алексея Чайковского настал пир, казаки съезжались.
В эпилоге сказано про последнего из рода Чайковских.

## Критика
Роман был опубликован в 1843 году. Он пронизан народными песнями, искрится поговорками («Терпи казак — атаманом будешь» или «Чужая беда — людям смерть»). Они помогли писателю воссоздать колорит эпохи, передать лиризм героев, теплоту и искренность их чувств. Кроме того, Гребёнка познакомил читателя с поэтическими жемчужинами украинского народа.
В. Белинский о романе «Чайковский»: «исполнен превосходных частностей, обнаруживающих в авторе несомненное дарование. Характер полковника, отца героини повести, многие черты исторического малороссийского быта поражают своею поэтическою верности»[1.95].
И.Франко также высоко оценивал это произведение, а Максим Горький называл его среди русских исторических повестей и романов, «которые можно читать без скуки, без риска вывихнуть мозг и засорить память ложью».
Роман "Чайковский" создан по свидетельству современников, на основе семейных преданий (мать писателя происходила из рода Чайковских) и заимствованных из народной думы об Алексее Поповиче эпизодов, роман же нельзя считать историческим в полном смысле слова: нет точного хронологического приурочивания к определённым историческим событиям, отсутствуют реальные исторические личности. Но, исходя из опыта автора "Тараса Бульбы", используя воспоминания о Запорожье Никиты Коржа, обращаясь к народным преданиям, легендам и песням, Е. Гребёнка сумел правдиво изобразить суровую жизнь казаков, их беспредельную храбрость и мужество в бою, бескорыстную преданность и верность и создать образы, верные исторической правде.
В «Чайковском» чётче, нежели в других произведениях Е. Гребёнки, воплощён известный призыв Н.Гоголя "бить в прошлом настоящее". И начинается роман прямым сопоставлением нынешнего захолусного местечка Пирятин с некогда славным и богатым сотенным городом - не тот город, не та река, мельче чувства.[2.С. 13-14]

### Художественный анализ
Тема: жизнь селян на Полтавщине  во время казацкой славы.
Идея: описать любовь двух людей с неодинаковым материальным состоянием.
Сюжет состоит из двух линий: Алексей и Марина; Рохля и её дети.